# بنين في الألعاب الأولمبية الصيفية 2020
شاركت بنين في دورة الألعاب الأولمبية الصيفية لعام 2020 في طوكيو . كان من المقرر في الأصل أن تقام في الفترة من 24 يوليو إلى 9 أغسطس 2020 ، تم تأجيل الألعاب إلى 23 يوليو إلى 8 أغسطس 2021 ، بسبب وباء COVID-19 .  كان هذا هو الظهور الثاني عشر لها في الألعاب الأولمبية الصيفية ، باستثناء الألعاب الأولمبية الصيفية لعام 1976 في مونتريال بسبب المقاطعة الأفريقية.

## المنافسين
فيما يلي قائمة بعدد المتنافسين في الألعاب.
| رياضة       | رجال | امرأة | المجموع |
| ----------- | ---- | ----- | ------- |
| ألعاب القوى | 1    | 2     | 3       |
| الجودو      | 1    | 0     | 1       |
| تجديف       | 1    | 0     | 1       |
| سباحة       | 1    | 1     | 2       |
| المجموع     | 4    | 3     | 7       |

## روابط خارجية
- بنين في دورة الألعاب الأولمبية الصيفية 2020 في أوليمبيديا